# Astartea fascicularis
Astartea fascicularis är en myrtenväxtart som först beskrevs av Jacques-Julien Houtou de La Billardière, och fick sitt nu gällande namn av Allan Cunningham och Dc.. Astartea fascicularis ingår i släktet Astartea och familjen myrtenväxter. Inga underarter finns listade i Catalogue of Life.